# Mas Vaià
El Mas Vaià, o Mas Abellar, és un mas catalogat com a monument del municipi de Sant Boi de Lluçanès (Osona) inclòs en l'Inventari del Patrimoni Arquitectònic Català.

## Descripció
Edifici format per dos cossos de planta rectangular amb els murs de pedres irregulars i el teulat a doble vessant lateral a la façana de la porta principal tot i que no és coincident en tota l'alçada. El cos més gran té les llindes de pedra i presenta una façana principal ordenada amb dues obertures a cada un dels tres nivells d'habitatge. El segon cos amplia parcialment l'habitatge per la banda esquerra de la façana però no en tota la profunditat de l'espai de la primera construcció sinó en dues terceres parts de la façana lateral i sense tenir la mateixa alçada.
La Pallissa de Vaià és un edifici de planta rectangular construït amb murs de pedres irregulars i morter que presenta tres de les seves façanes sense cap obertura, la façana principal, en canvi, sols té un pilar central. A l'interior, la pallissa està dividida en dues plantes per un terra de fusta fet amb bigues. La façana principal conserva gran part de les fustes verticals que cobrien la façana i protegien la palla de l'interior.
Al voltant d'aquesta pallissa, hi ha d'altres construccions que han ampliat l'espai per a guardar palla o per a fer servir de garatge.

## Història
La llinda de la porta d'entrada està datada el 1611, essent aquesta la part més antiga de la casa. Aquesta llinda, tot i poder ser reutilitzada, forma part de la primera construcció de l'actual edifici ampliat posteriorment, possiblement el segle xviii amb el cos adossat. Altres construccions annexes que completen la construcció poden ser posteriors al segle xviii.